# Vermont
Il Vermont (pronuncia italiana /verˈmɔnt/ o /ˈvɛrmont/; in inglese [vəɹˈmɒnt]; VT) è uno Stato federato degli Stati Uniti, situato nella regione del New England. Il nome deriva dal francese e significa "monte verde", proprio come la catena delle Green Mountains che attraversa lo Stato.
Il Vermont figura in 45ª posizione come superficie e in 49ª posizione come popolazione tra i 50 stati dell'Unione, ed è l'unico della Nuova Inghilterra a non affacciarsi sull'Oceano Atlantico. Anche soprannominato The Green Mountain State, "lo stato della montagna verde", confina con il Massachusetts a sud, il New Hampshire a est, New York a ovest, e il Canada a nord (Quebec). La capitale è Montpelier, mentre la città più grande è Burlington.

## Geografia fisica
Il principale sistema montuoso del paese è la catena delle Green Mountains, che si estende in direzione nord-sud; la vetta più alta è quella del monte Mansfield, 1 339 metri. A sud ovest si trova la Taconic Range, sistema montuoso parallelo alle Green Mountain ma con rilievi meno elevati che degradano verso nord ovest nelle pianure orientali del lago Champlain; l'altra area pianeggiante del paese è costituita dalla valle del fiume Connecticut a est.

### Clima
Il Vermont ha un clima continentale, con estati umide e temperate e inverni rigidi, con freddo intenso. Secondo la classificazione dei climi di Köppen il suo clima è rapportabile a quello di città europee quali Mosca e Stoccolma. Nella parte nord le temperature spesso si abbassano oltre la soglia dei −10 °C, molto più rigide di quelle che si registrano a sud dello Stato. Le abbondanti nevicate (150–250 cm di neve caduta al suolo nei mesi più freddi) fanno del Vermont uno degli Stati del New-England con più impianti legati al turismo invernale. La temperatura media annua è di 6 °C.

#### Temperature mensili estreme e medie
| Mese   | Minime rec | Minime norm | Massime norm | Massime rec |
| ------ | ---------- | ----------- | ------------ | ----------- |
| Gen    | −38        | −15         | −3           | 15          |
| Feb    | −37        | −12         | −1           | 17          |
| Marzo  | −27        | −5          | 6            | 28          |
| Apr    | −12        | −1          | 10           | 32          |
| Mag    | −4         | 6           | 17           | 34          |
| Giugno | 2          | 12          | 24           | 35          |
| Lug    | 5          | 15          | 27           | 38          |
| Ago    | 3          | 13          | 26           | 36          |
| Set    | −6         | 10          | 21           | 35          |
| Ott    | −15        | 1           | 12           | 30          |
| Nov    | −26        | −9          | 2            | 20          |
| Dic    | −35        | −15         | −2           | 16          |

## Origini del nome
L'origine del nome "Vermont" è incerta, ma probabilmente viene dal francese Les Verts Monts, che significa "I verdi monti". Thomas Young lo introdusse nel 1777. Nel 1913, Il Segretario di stato del Vermont speculò che l'arcaico termine francese Verd Mont avrebbe ispirato Young. Un'altra fonte puntualizza che la predominanza di mica-quarzi-cloriti scisti, uno scisto metamorfico di colore verde, come un'altra possibile ragione. Le Green Mountains (montagne verdi) formano una dorsale nord-sud che attraversa tutto lo stato.

## Storia
Originariamente abitato da tribù native americane (irochesi, algonchini e abenaki), la regione fu esplorata nel 1609 da Samuel de Champlain e reclamata dalla Francia, che nel 1665 vi costruì Fort Sante Anne.

Divenne una colonia britannica dopo la sconfitta francese nelle guerre franco-indiane (1724). Per molti anni venne controllato dalle colonie circostanti, che incontrarono una fiera resistenza da parte dei Green Mountain Boys.

Durante la guerra dei sette anni divenne uno dei fronti del conflitto anglo-francese con la costruzione nel 1758 del Fort William Henry.
Unito al Massachusetts, nel 1777 si proclamò stato indipendente, col nome di Repubblica del Vermont. Dopo la guerra di indipendenza, su pressione del New Hampshire e New York, il Vermont entrò nell'Unione il 4 marzo 1791 come quattordicesimo Stato, ossia il primo ad aderire agli Stati Uniti dopo le tredici colonie originarie.
La Costituzione della Repubblica del Vermont fu la prima del Nord America e la prima ad abolire la schiavitù e a istituire il suffragio universale maschile.
Il Vermont è da lungo tempo noto per la sua tradizionale politica progressista e per l'orientamento prevalentemente democratico, almeno nelle elezioni presidenziali; ad esempio, in quelle del 2020, Joe Biden ha ottenuto in questo stato il suo miglior risultato in percentuale.

## Economia
L'economia, come nel resto del New England, si basa sulla coltura di cereali, ortaggi, patate e frutta, sull'allevamento di bovini e animali da cortile e sullo sfruttamento dell'ampia area boschiva. Lo Stato è famoso anche per la produzione di sciroppo d'acero.

Nel settore secondario sono sviluppate le industrie alimentari, tessili, del legno, della carta e della cellulosa. Inoltre in Vermont si trovano cave di marmo e di granito.
Per la bellezza del paesaggio il Vermont attrae molti turisti, in modo particolare in autunno grazie all'esteso fenomeno del foliage, e in inverno per via del forte innevamento degli impianti sciistici.

## Società

### Città
La città più popolosa è Burlington.
Secondo una stima del 1º luglio 2007, queste sono le prime 10 città per numero di abitanti:
1. Burlington, 42.417
2. Essex, 19.465
3. South Burlington, 17.445
4. Colchester, 17.207
5. Rutland, 16.826
6. Bennington, 15.155
7. Brattleboro, 11.590
8. Hartford, 10.700
9. Milton, 10.539
10. Barre, 8.905
11. Montpelier, 7.855

## Galleria d'immagini

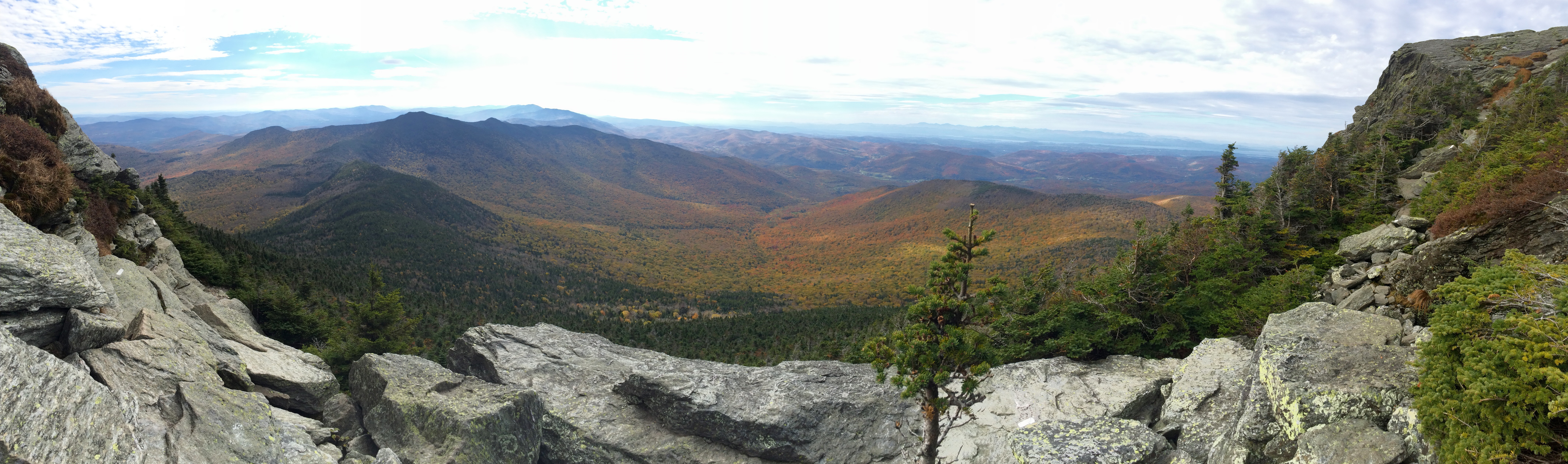
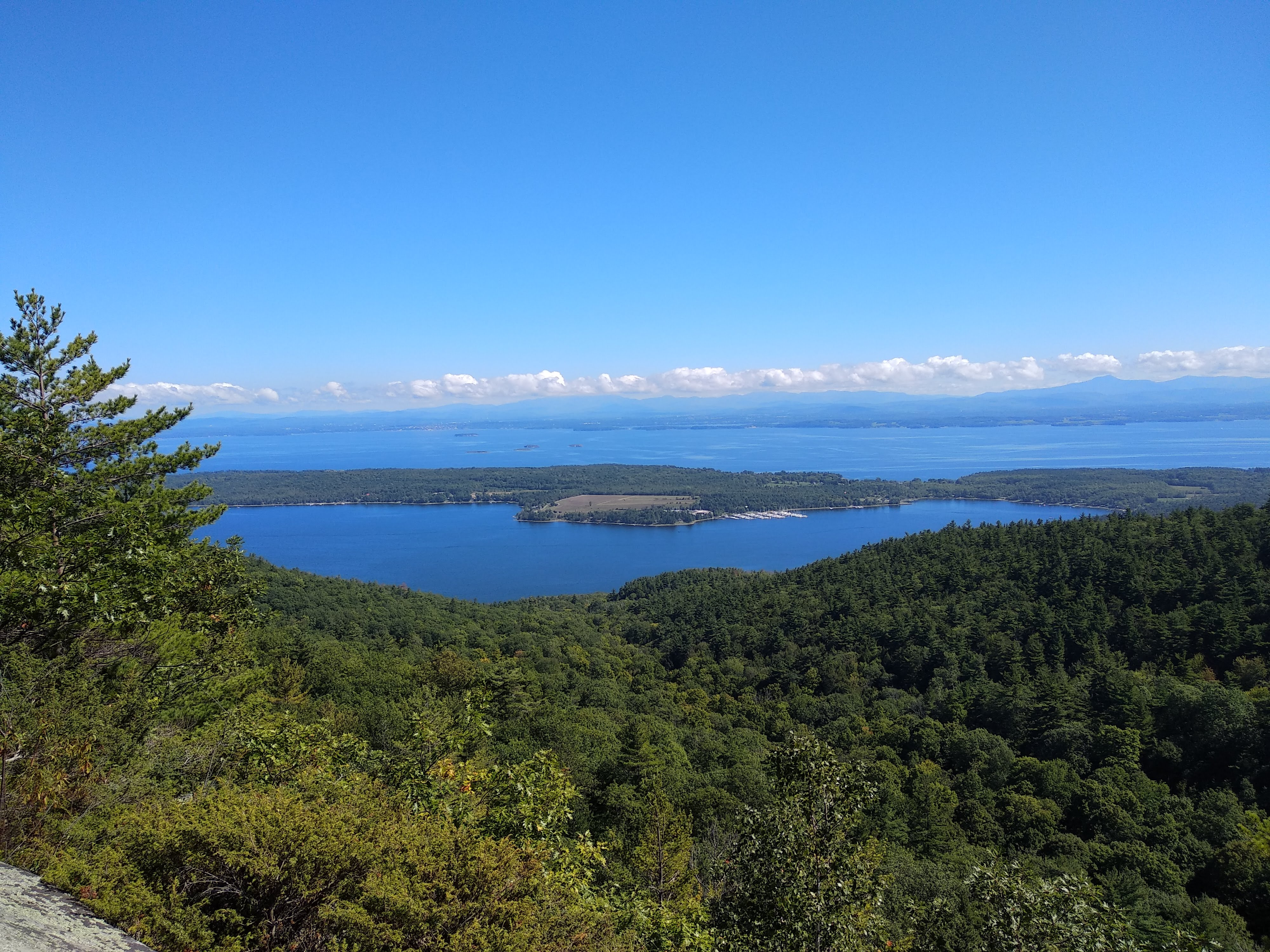
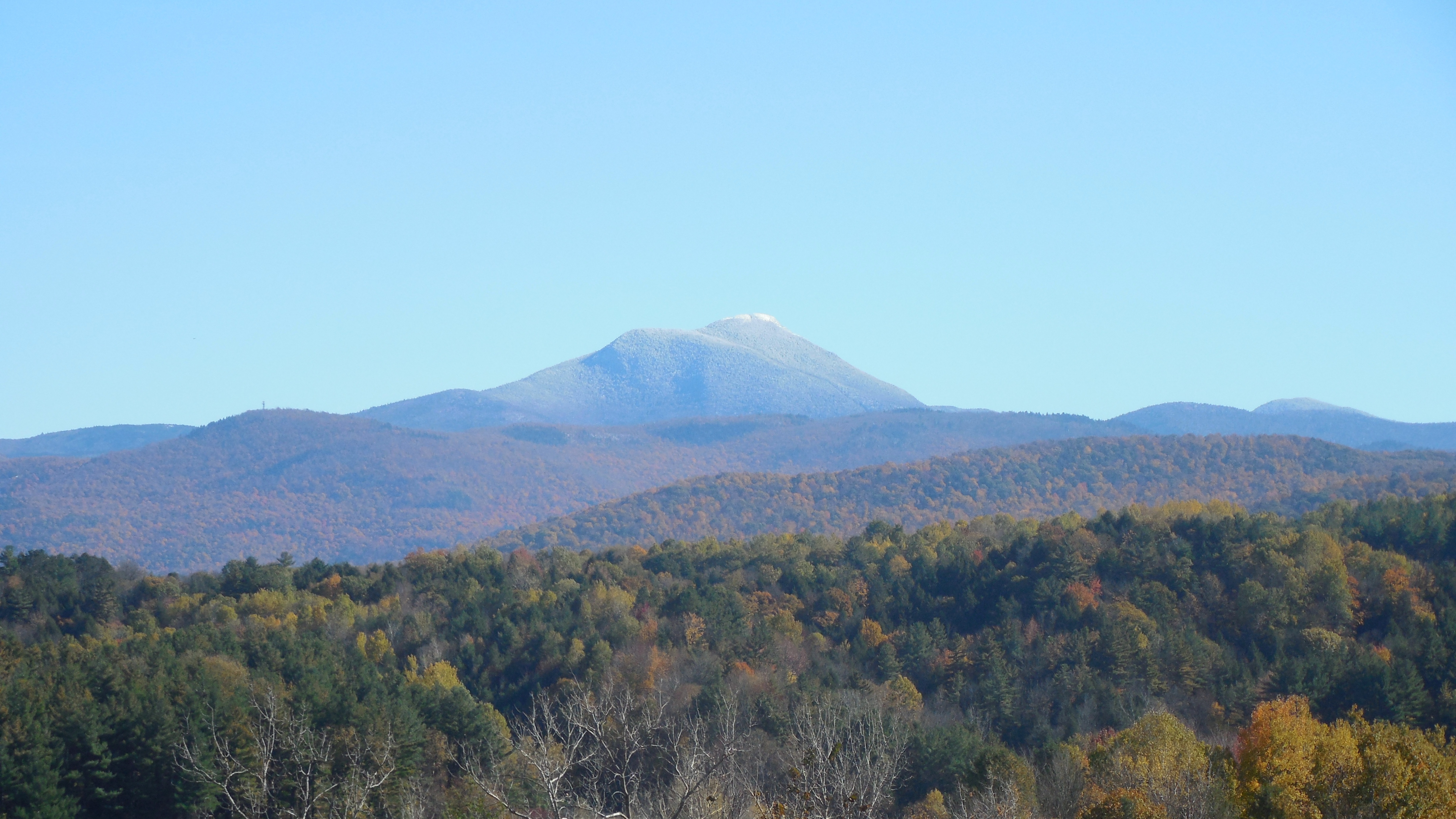
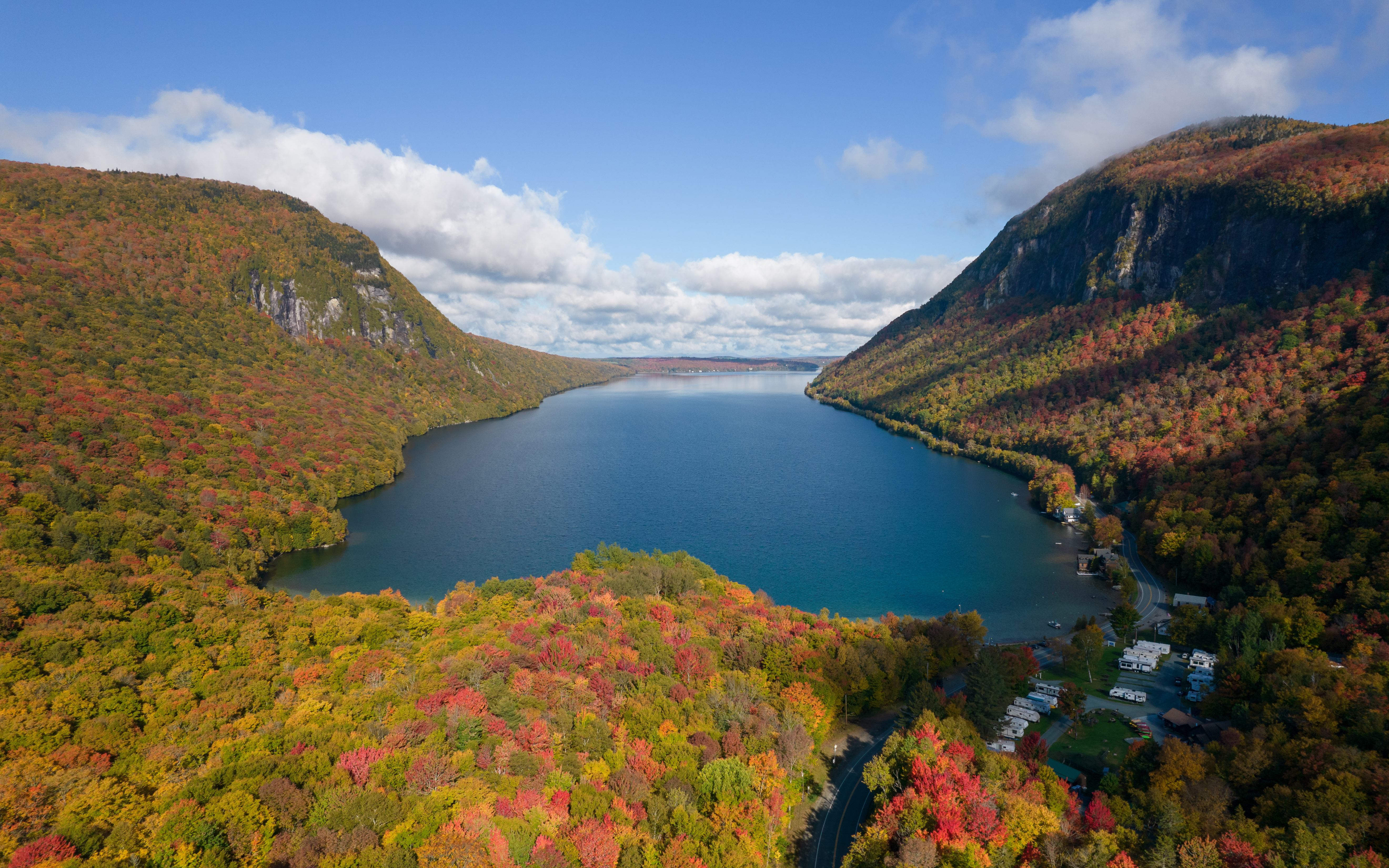
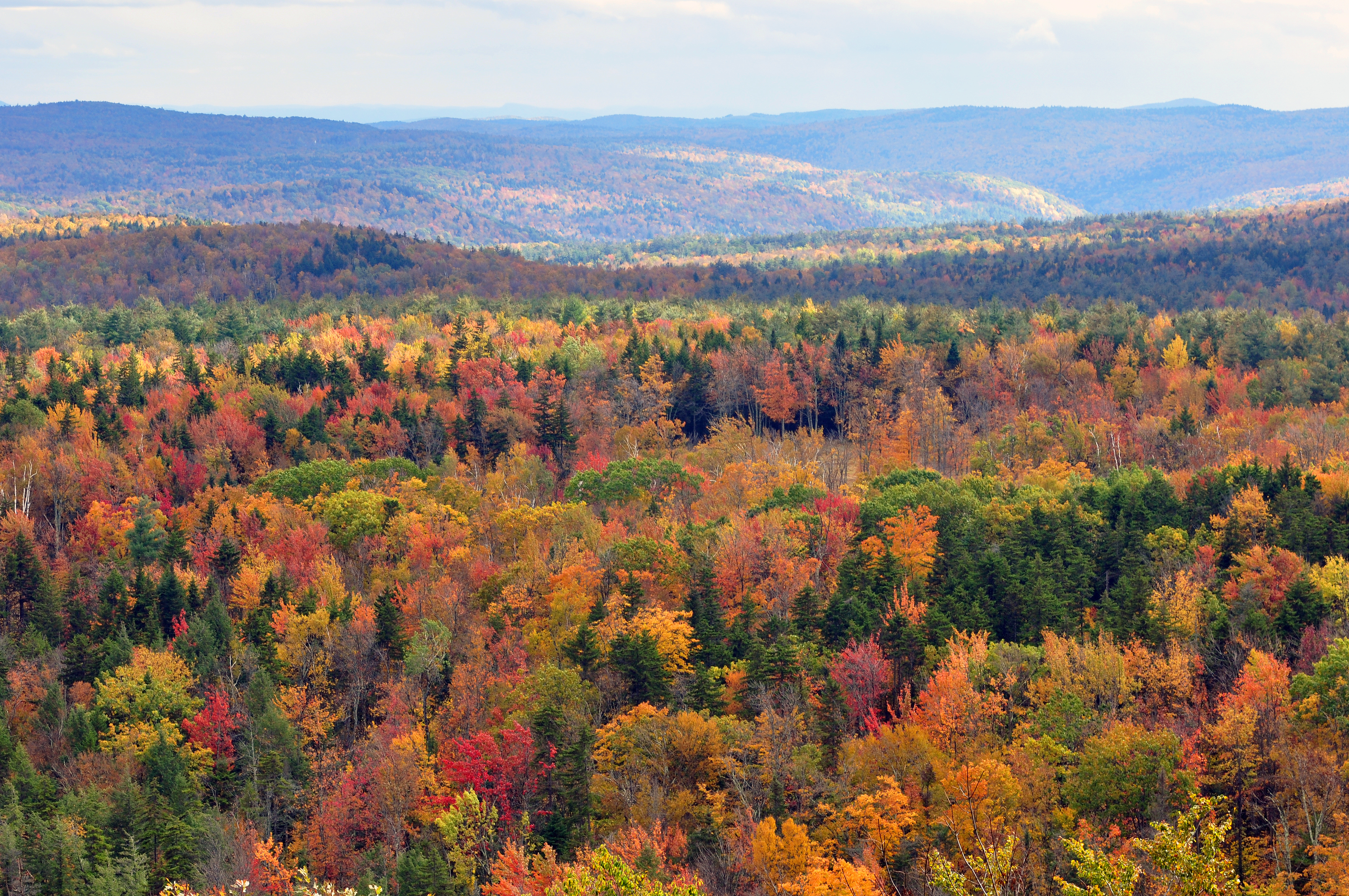
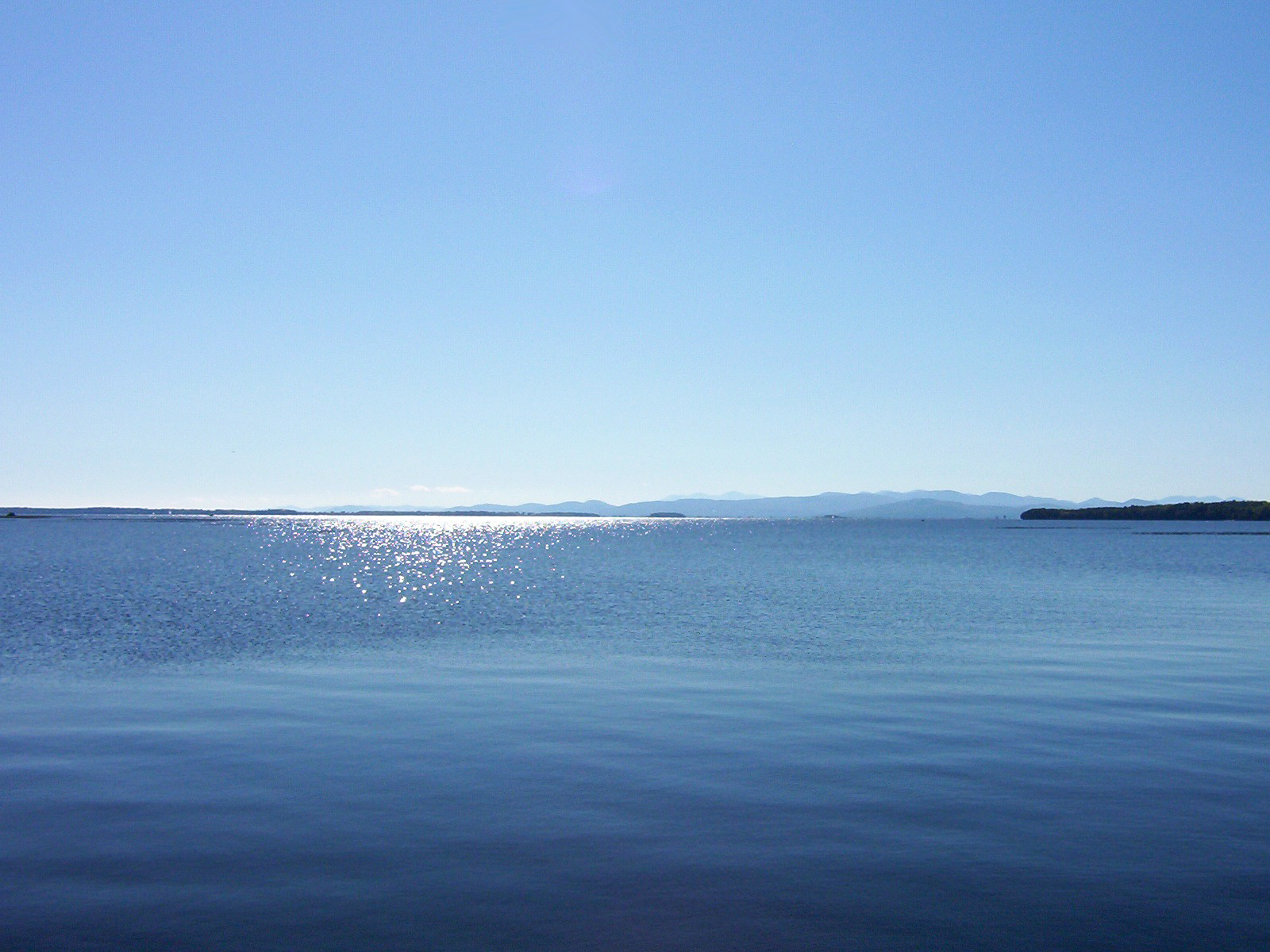
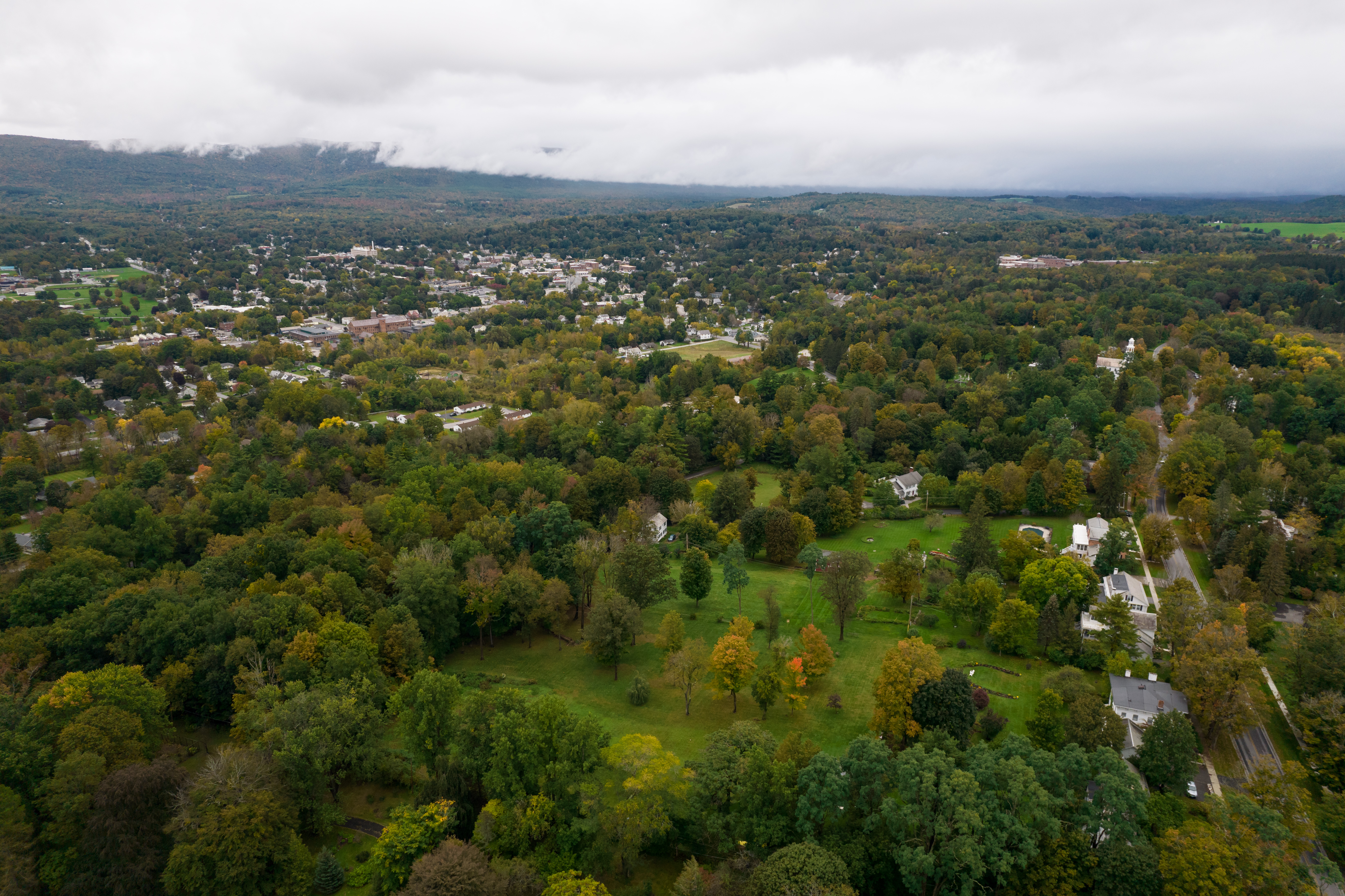
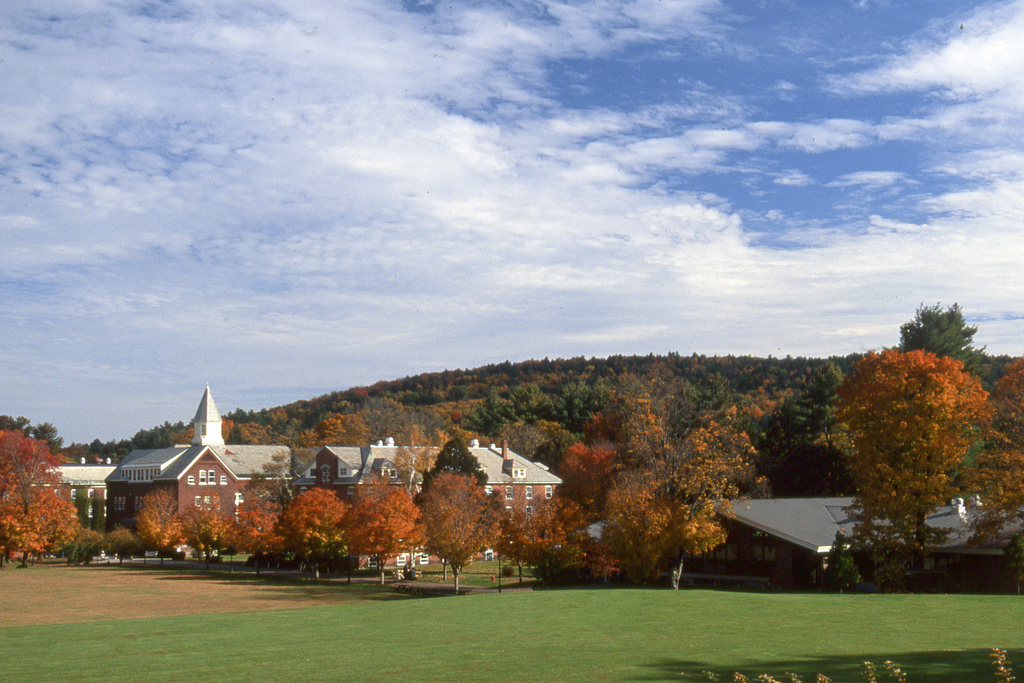

### Etnie
- Bianchi 92,79%
- Neri 1,24%
- Nativi americani 0,32%
- Asiatici 1,78%
- Abitanti del Pacifico 0,03%
- Meticci 1,89%
- Ispanici 1,91%